# Automóvil deportivo
Un automóvil deportivo es un automóvil de turismo diseñado para poder circular a altas velocidades. Al contrario que un automóvil de carreras, está pensado para ser conducido en la vía pública. Tienen mejor aceleración, velocidad máxima, adherencia al asfalto, mejor sistema de frenado y una mayor potencia que otros coches convencionales, lo que se logra mediante motores, frenos, suspensión, caja de cambios, neumáticos, chasis y tipo de carrocería especiales. Las carrocerías asociadas a un deportivo son principalmente cupé y descapotable. En muchos casos tienen dos plazas y suelen ser coches ligeros.
Tradicionalmente se reservaba este calificativo para vehículos de marcas connotadas, precios elevados y altas prestaciones, o bien, para vehículos de alta cilindrada. En atención estricta a su definición, se debe considerar que existen vehículos con características deportivas en prácticamente todos los segmentos.

## Descripción

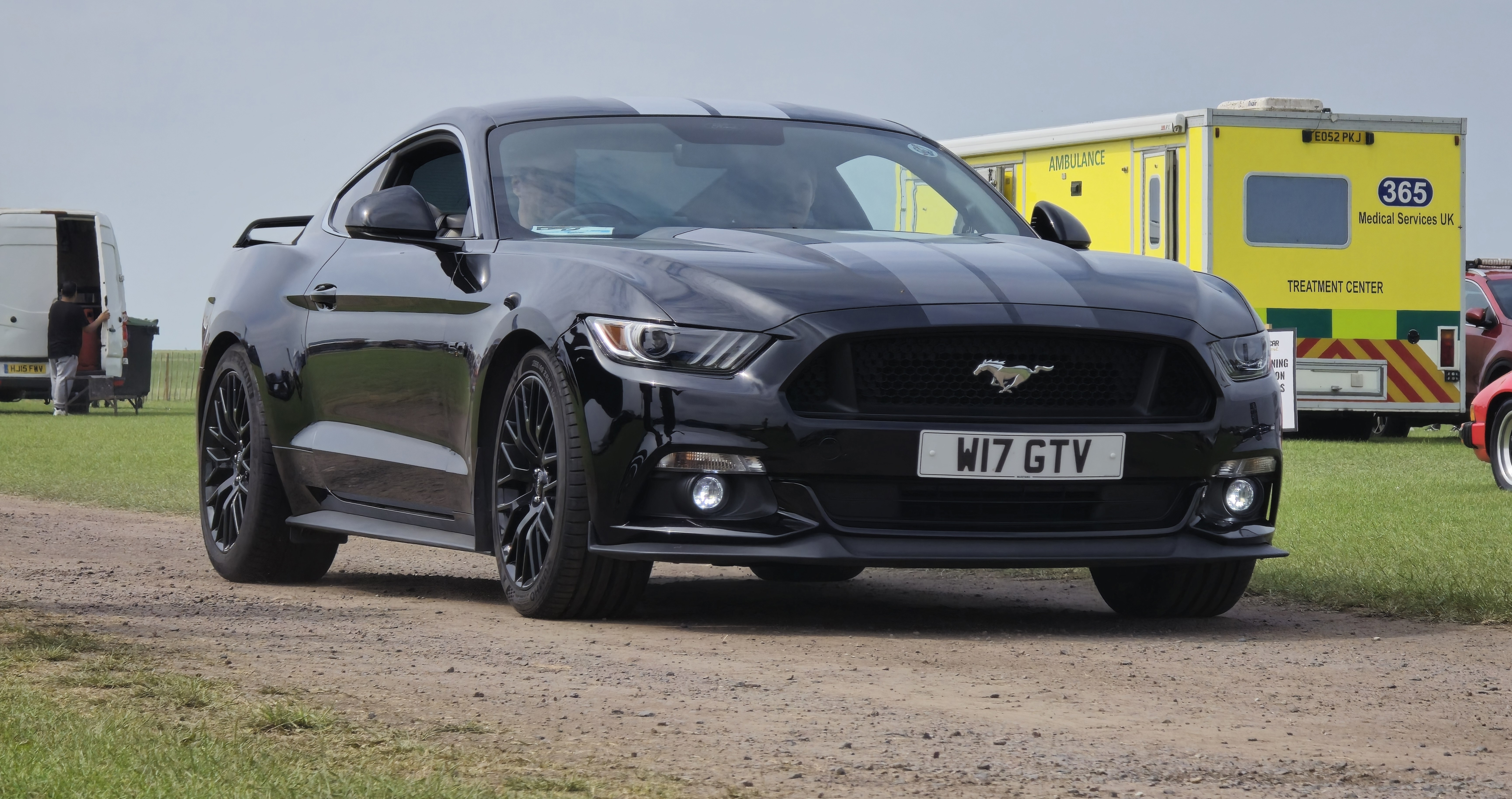
Mustang GT de 2017

El deportivo es aquel automóvil que fue pensado y diseñado en cada detalle para circular a altas velocidades, por lo que su planta motriz debe ser potente y su comportamiento ágil y seguro a altas velocidad. Cuentan con un tratamiento especial en diferentes puntos de la carrocería, empezando por la suspensión, los frenos, algunos con una altura sobre el piso reducida, ajustes en la dirección y, por supuesto, un diseño aerodinámico que juega un papel importante, tanto en su desempeño como en su rendimiento.
Otros puntos importantes son su estética, reforzada con elementos como los neumáticos de perfil bajo, los asientos envolventes Recaro, las paletas del cambio detrás del volante, una transmisión manual o la tracción trasera.
Para que un coche se considere deportivo, debe contar con un tiempo reducido de aceleración, una velocidad máxima elevada, mejor sistema de frenos y más potencia que un automóvil normal.
Un coche deportivo es aquel cuyo diseño se basa en maximizar el rendimiento por encima de lo práctico. El peso suele ser inferior a la tonelada y dispone de una altura reducida con respecto al suelo. La transmisión también está preparada para soportar los continuos cambios de velocidad de manera efectiva. Se suelen clasificar en deportivos y superdeportivos.
Son una clase de automóviles más pequeños que los convencionales, sus carrocerías suelen ser del tipo cupé y en buena parte de los casos son también descapotables.
Se relacionan con el lujo y la ostentación, aunque el deportivo puro puede llegar a ser incómodo para los pasajeros. No suelen tener suficiente espacio por dentro, por lo que cuando se trata de transportar a una familia o a una persona que comúnmente lleve mucho equipaje, no resulta muy práctico.

## Tipos de deportivos

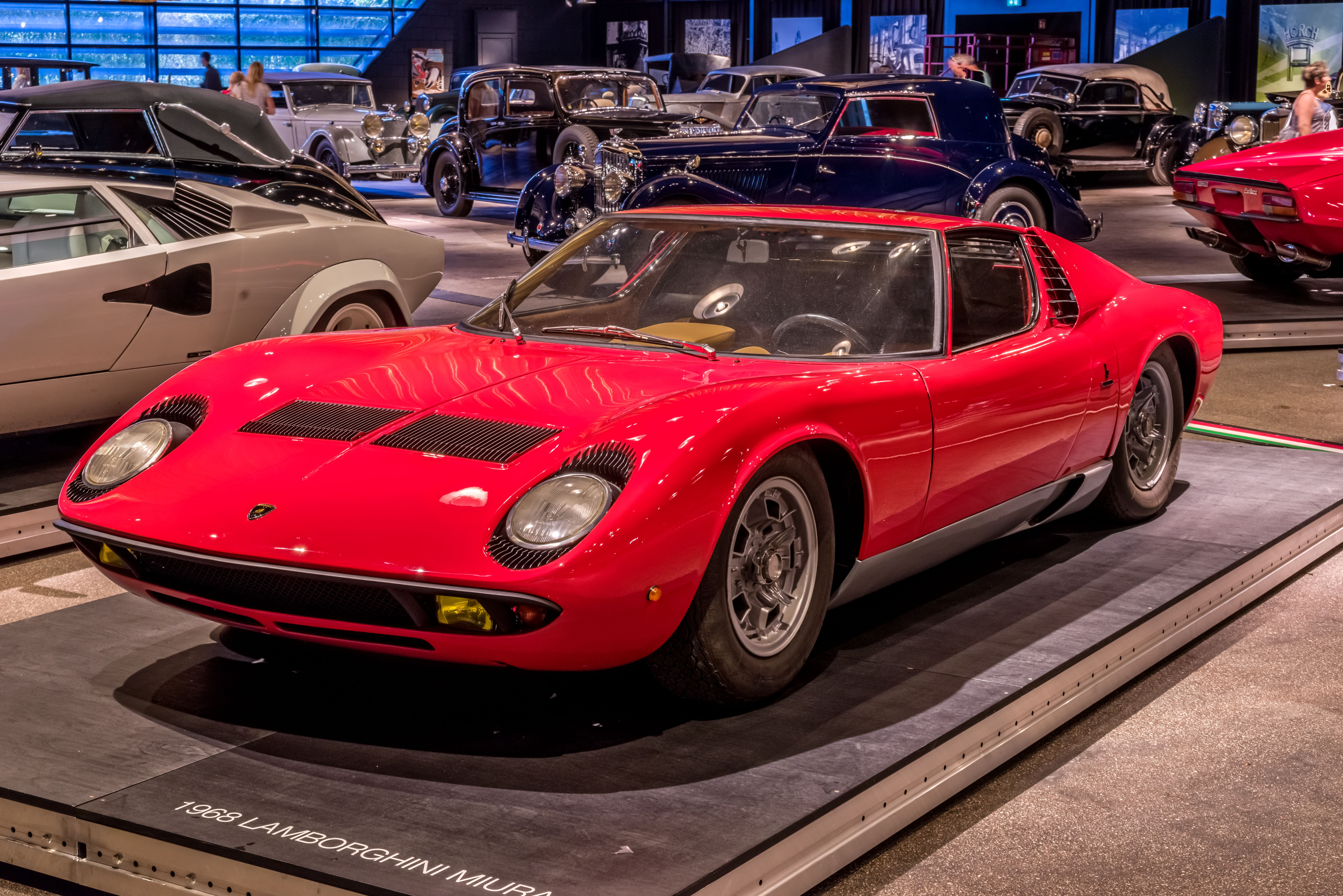
Lamborghini Miura

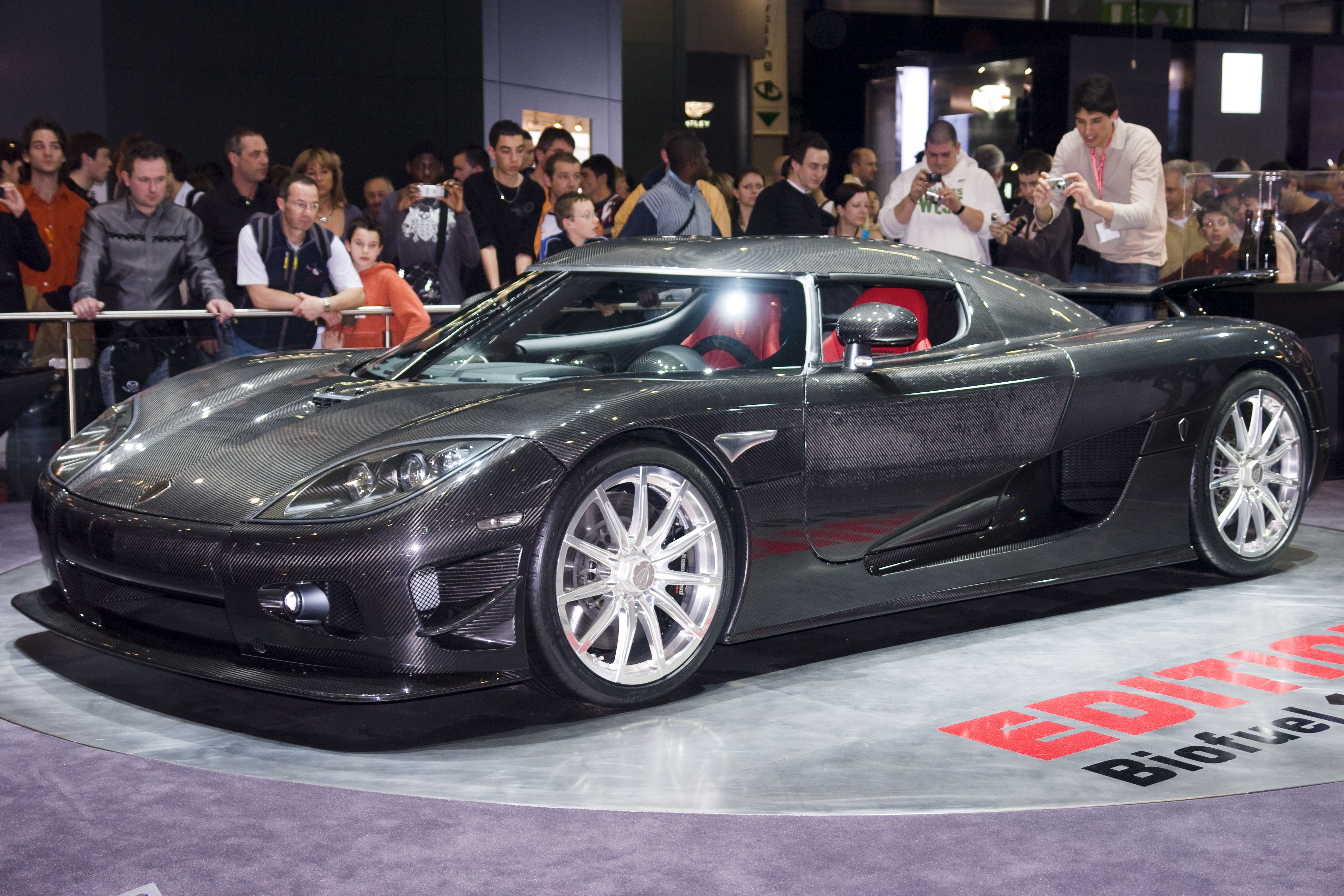
Koenigsegg CCXR Edition

Existen distintos tipos de automóviles deportivos, que se distinguen según sus características: 
- Un deportivo a secas o un roadster es un automóvil con prestaciones superiores a la media. Su tamaño suele ser cercano a automóviles de los segmentos B, C y D, aunque son más bajos que un turismo. Por ejemplo el Porsche Cayman, el Nissan 350Z o el Honda NSX. Roadster es la denominación de un deportivo descapotable de dos plazas. Ejemplos: el Mazda MX-5 o el BMW Z3. También existen deportivos con techo semidescapotable, que son denominados tipo "targa top", los cuales disponen de un panel desmontable. Algunos ejemplos de targa son el Lamborghini Jalpa, el Fiat X1/9 o el Toyota Supra.

- Un muscle car es un deportivo fabricado por marcas estadounidenses, cuya diferencia radica en que tienen prestaciones altas a un precio asequible, además de ser consideradas "bestias brutas" por montar motores grandes en carrocerías normales y ser por lo general de dos puertas, o bien, en el caso del Dodge Charger o el Chevrolet Impala, llevar cuatro puertas. Actualmente, todavía existen ejemplos, tales como el Dodge Challenger, el Ford Mustang y el Chevrolet Camaro.

- Un deportivo de altas prestaciones tiene un desempeño superior al de un deportivo «a secas», siendo más ligeros que turismos de potencia y tamaño similar. Algunos ejemplos: el Ferrari 458 Italia, Mercedes-Benz SLS AMG, Audi R8, Porsche 911, Lamborghini Miura o Nissan GT-R.

- Un superdeportivo tiene prestaciones todavía mayores, debido a motorizaciones con características similares a los de carreras y al empleo de materiales exóticos en la construcción del chasis, la carrocería y demás componentes del vehículo. Su precio es consecuentemente mucho más alto que el de otros deportivos. Ejemplos son el Mercedes-Benz SLR McLaren, el Ferrari Enzo, el Porsche Carrera GT, el Bugatti Veyron, el Koenigsegg CCX/CCR o el Pagani Zonda.

- Un gran turismo es más grande y pesado que otros deportivos, lo cual los favorece con una conducción deportiva en autopista, además de ser considerados también como "cupé de lujo personal". Suelen tener dos plazas delanteras y dos traseras más pequeñas, en configuración cupé 2+2. Ejemplos son el Maserati 3200 GT, el Alfa Romeo GT, el Ferrari 456, el Jaguar XK, el Aston Martin DB9 o el Ferrari 612 Scaglietti.

Otros ejemplos pueden tener características deportivas, pero sin que se utilice propiamente la locución «automóviles deportivos» para describirlos. En este caso, suelen ser versiones modificadas de automóviles no deportivos. Las versiones deportivas derivadas de automóviles de los segmentos A, B o C con carrocería tipo hatchback, se suelen denominar compactos. A su vez, a un derivado de un sedán se le denomina «berlina deportiva».